# Deutsche Schule Shanghai

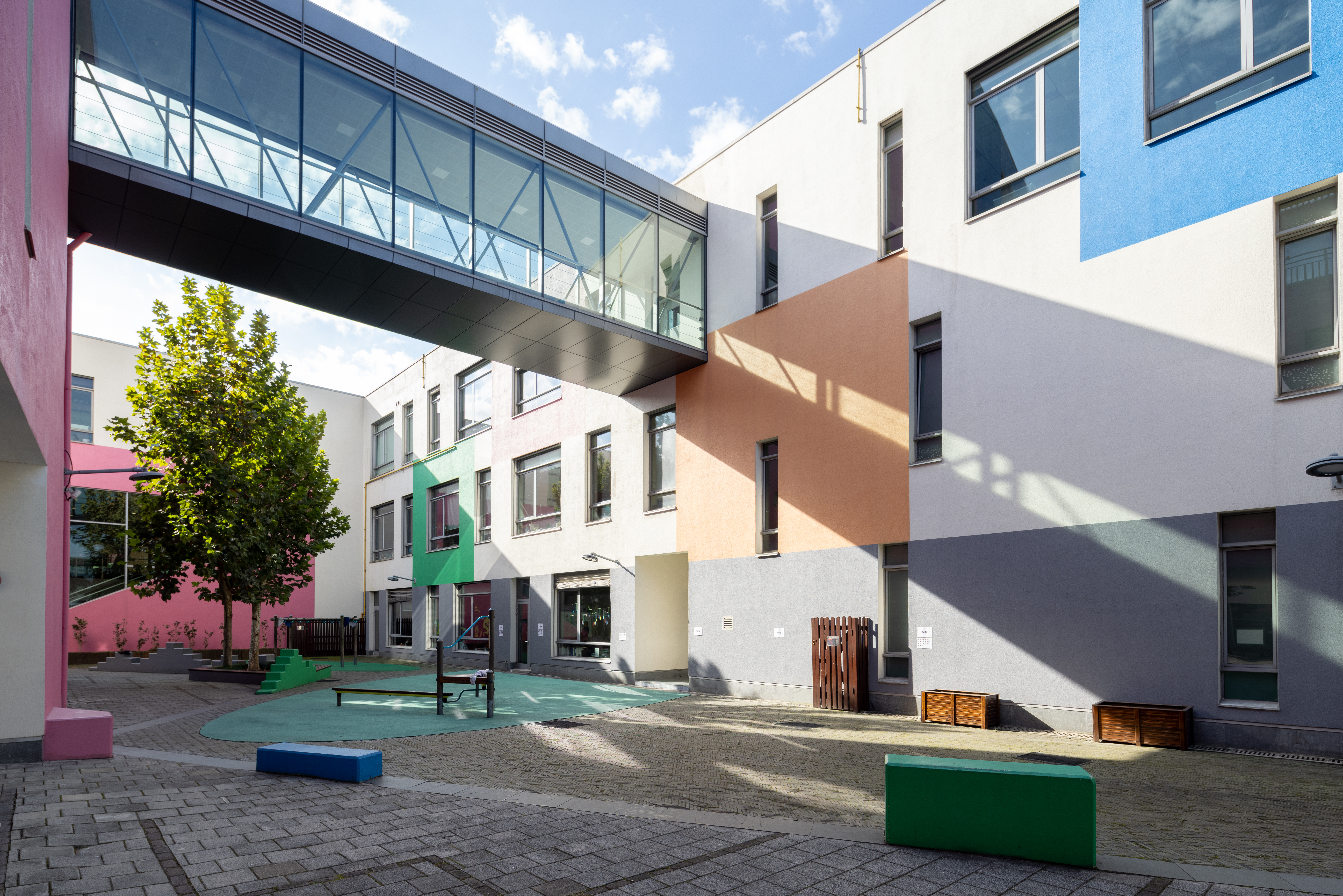
Deutsche Schule Shanghai Hongqiao

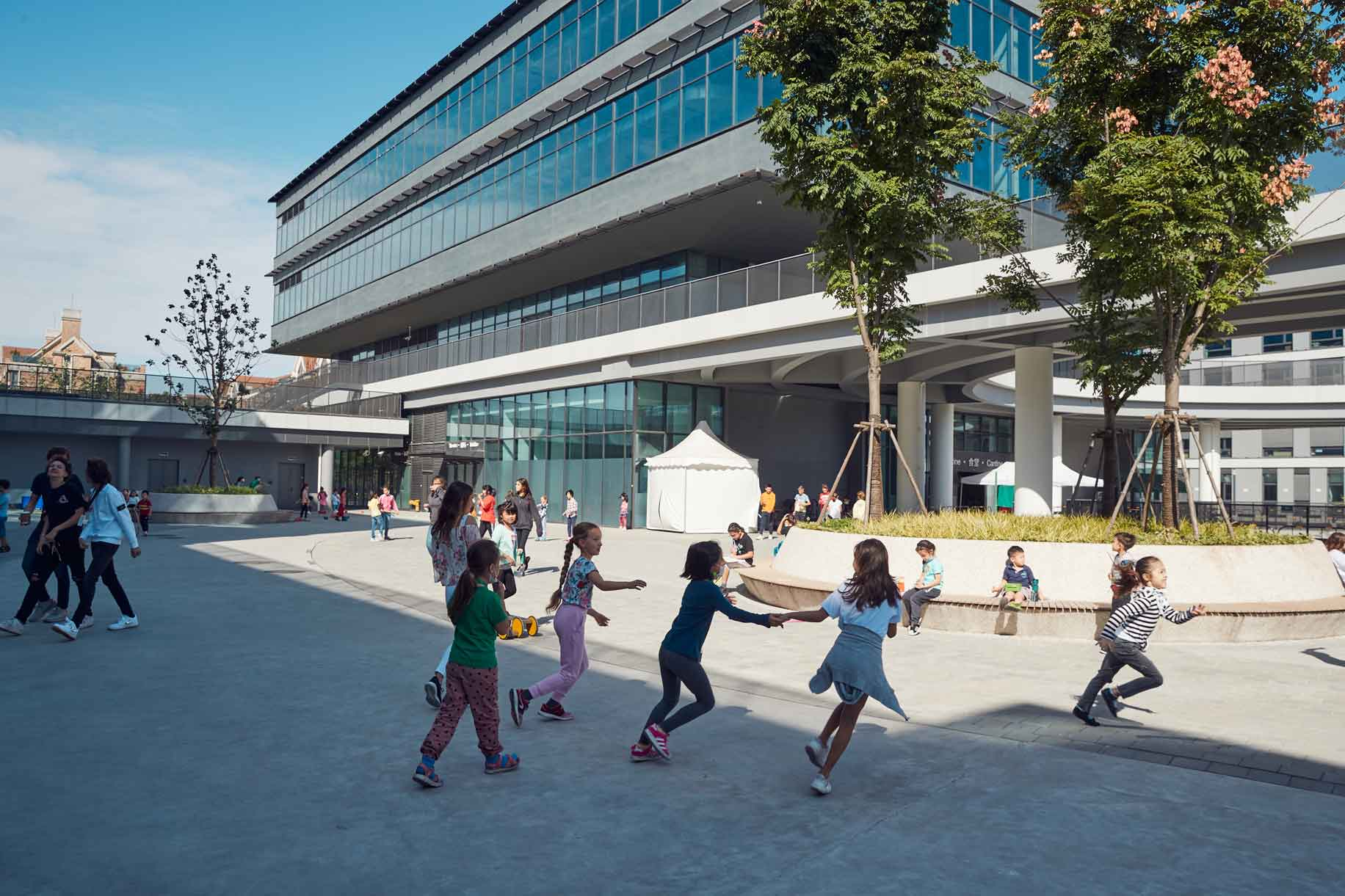
Deutsche Schule Shanghai Yangpu

Die Deutsche Schule Shanghai (DSS) ist eine Bildungseinrichtung in Shanghai mit den Standorten Hongqiao und Yangpu, die von 1.100 Kindern und Jugendlichen besucht wird. Sie ist von der Kultusministerkonferenz als deutsche Schule im Ausland anerkannt.

## Aufbau
Die Schule ist eine Ganztagsschule, die deutschsprachige Bildung vom Kindergarten bis zum Abitur anbietet.
Kindergarten (18 Monate bis 6 Jahre)
Im Kindergarten werden Kinder im Alter von 18 Monaten bis zu 6 Jahren bzw. bis zur Einschulung auf die Anforderungen einer deutschen Grundschule vorbereitet. Angestrebt wird eine gezielte Förderung der Ich-, Sozial-, Sach- und Lernkompetenzen. In allen Gruppen arbeiten deutschsprachige Fachkräfte, die von chinesischsprachiger Assistenz unterstützt werden.
Grundschule (Klasse 1 bis 4)
Der Unterricht der Grundschule erfolgt nach schuleigenen Curricula, die nicht ausschließlich auf Lehrplänen einzelner Bundesländer basieren.
Sekundarstufe I und II (Klasse 5 bis 12)
Die Sekundarstufe ist in ihrer Grundstruktur als 8-jähriger gymnasialer Bildungsweg mit einer einjährigen Orientierungsstufe in Klasse 5 angelegt. Der Unterricht erfolgt nach schuleigenen Curricula, die von der Kultusministerkonferenz genehmigt sind. Differenzierungsangebote ermöglichen den gemeinsamen Unterricht von Schülerinnen und Schülern aller Schulformen. Nach Klasse 9 kann der Hauptschulabschluss und nach Klasse 10 der Realschulabschluss erworben werden. Die Klasse 12 wird mit der Deutschen Internationalen Abiturprüfung (DIA) abgeschlossen, die weltweit als Hochschulzugangsberechtigung anerkannt ist. Mit der Fachoberschule (FOS) in der Richtung Wirtschaft und Verwaltung bietet der Standort Hongqiao die Möglichkeit, nach dem mittleren Bildungsabschluss in zwei weiteren Schuljahren die Allgemeine Fachhochschulreife zu erlangen.

## Geschichte
1995 haben sich Eltern in Shanghai zusammengeschlossen, um ihren Kindern deutschsprachige Bildung zu ermöglichen. Der Unterricht startete mit vier Schülern und zwei Lehrern. Seit Eröffnung des Campus in Pudong im Jahr 2007 bestand die Schule aus zwei Standorten – der Deutschen Schule Shanghai Hongqiao und der Deutschen Schule Shanghai Pudong. Im Januar 2020 zog die Pudonger Schulgemeinschaft gemeinsam mit dem Lycée Français de Shanghai auf einen neuen Campus im Stadtteil Yangpu um. Neben Hongqiao bildet der Standort Yangpu den zweiten EuroCampus in Shanghai.

## Auszeichnungen
Seit September 2012 ist die Deutsche Schule Shanghai als „CertiLingua-Exzellenzlabel-Schule“ zertifiziert, einer Zusatzqualifikation, die unter anderem Spracheingangsprüfungen an internationalen Universitäten ersetzt. Im gleichen Jahr sowie wiederholt 2015 erhielt der Standort zudem die Auszeichnung „MINT-freundliche Schule“.
Nach Bund-Länder-Inspektion (BLI) durch die Zentralstelle für das Auslandsschulwesen (ZfA) im Jahr 2012 darf die DSSH das Gütesiegel Exzellente Deutsche Auslandsschule tragen. Der Standort Pudong konnte die Auszeichnung im März 2014 entgegennehmen. Im Rahmen der Bund-Länder-Inspektion 2.0 im Oktober 2018 wurde der DSSH das Gütesiegel erneut zuerkannt.

## Der Schulverein
Als geschäftsführendes Organ der DSS dient der „Deutsche Schule Shanghai e. V.“, ein gemeinnütziger Verein mit nicht-gewinnorientierter Ausrichtung. Der ehrenamtliche Vorstand besteht aus acht Mitgliedern, die vom Schulverein – das heißt, Eltern und weiteren Mitgliedern – auf einer jährlichen Mitgliederversammlung gewählt werden. Im Tagesgeschäft vertreten zwei Beauftragte die Interessen des Vorstands und unterstützen bei der Kommunikation mit Schulleitungen und Gremien.